# Distrikt Jazán
Der Distrikt Jazán liegt in der Provinz Bongará in der Region Amazonas in Nord-Peru. Der Distrikt wurde am 26. Februar 1980 gegründet. Er besitzt eine Fläche von 75,7 km². Beim Zensus 2017 wurden 8059 Einwohner gezählt. Im Jahr 1993 lag die Einwohnerzahl bei 7160, im Jahr 2007 bei 8332. Verwaltungssitz ist die 1313 m hoch gelegene Kleinstadt Pedro Ruiz Gallo mit 5693 Einwohnern (Stand 2017). Pedro Ruiz Gallo liegt am rechten Flussufer des Río Utcubamba 20 km westsüdwestlich der Provinzhauptstadt Jumbilla. Die Nationalstraße 5N (Moyobamba–Bagua) durchquert den Distrikt. Einziger größerer Ort neben Pedro Ruiz Gallo ist San Miguel de Chosgon mit 680 Einwohnern.

## Geographische Lage
Der Distrikt Jazán liegt im Südwesten der Provinz Bongará. Der Distrikt liegt hauptsächlich auf der linken südwestlichen Uferseite des Río Utcubamba.
Der Distrikt Jazán grenzt im Süden und im  Westen an den Distrikt San Jerónimo (Provinz Luya), 
im Norden an den Distrikt Shipasbamba sowie im Osten an die Distrikte Cuispes und San Carlos.